# Chant messin
Le chant messin, ou cantilena metensis en latin, apparu au IXe siècle, est l'ancêtre du chant grégorien. Il s'agissait d'un chant ecclésiastique, composé en Gaule mais d'après le rite romain avec rigueur. Dans le contexte musical, ce chant transfigurait la mélodie issue du chant vieux-romain.  

## Définition
L'origine du terme chant messin se trouve dans une biographie de Charlemagne écrite à la fin du IXe siècle : « cantilena metensis ». Cependant, ce titre possède de nos jours deux sens. 
D'abord, synonyme du chant grégorien
Au Moyen Âge et dans le royaume carolingien, le mot cantilena metensis s'employait simplement en tant que synonyme du chant ecclésiastique issu de Rome. Cet emploi fut rétabli au XXe siècle, une fois que l'origine du chant grégorien attribuée à Metz avait scientifiquement été confirmée, et notamment celui-ci est utilisé et préféré par les musicologues originaires de cette région. 
Par ailleurs, il faut distinguer un autre usage de ce titre : chant pratiqué au diocèse de Metz, plus tardivement.
Cet emploi se trouve, par exemple, dans le Directorium chori de Giovanni Domenico Guidetti († 1592) tel le mot chant parisien,. En effet, après la Renaissance, le chant grégorien perdait son immense uniformité.

## Histoire

### Musicalité des religieux francs
Il est vraisemblable que le chant messin devait naître dans une culture assez évoluée. Ainsi, la biographie de saint Éloi de Noyon († 660), Vita Eligii episcopi, raconte que l'évêque aimait chanter : « Lorsqu'il avait longtemps prié, il chantait des psaumes, comme pour prendre quelques repos, et après le chant il lisait. »
Mais surtout, un événement du 5 juillet 585 à Orléans, lendemain de la grande fête de saint Martin de Tours à cette époque-là, informait qu'au VIe siècle déjà, le chant sacré y était sophistiqué et artistique : 

« III. Vers le milieu du repas, le roi (Gontran) m'ordonna de faire chanter mon diacre, qui, la veille à la messe, avait dit les répons des psaumes. Pendant que le diacre chantait, le roi m'ordonna encore de faire chanter devant lui tous les prêtres présens, en assignant à chacun la partie qui lui appartenait d'après son emploi. Je transmis aux prêtres les ordres du roi, et chacun chanta comme il put des répons de psaumes. »

— saint Grégoire de Tours († 594), Histoire des Francs, livre huitième 
Si le chant gallican avait été trop simple et primitif, le roi Gontran n'aurait pas demandé ces exécutions. L'évêque de Tours mentionnait encore plusieurs exemples.

### Établissement de l'enseignement en Gaule
À la différence du sacramentaire romain réservé aux célébrants, l'adoption du chant vieux-romain, pratiqué au Saint-Siège, n'était pas facile en Gaule, faute de notation musicale. Malgré cela, l'enseignement fut d'abord établi par saint Rémi, demi-frère de Pépin le Bref et archevêque de Rouen. En 760, cet ambassadeur avait ramené, de Rome, le sous-maître de la schola cantorum Symeoni (Siméon),,. Donc le premier pas fut constitué à Rouen,. Cet enseignement fut toutefois interrompu, à cause du décès du premier chantre au Saint-Siège, Georigius (Georges=. Ce grand musicien Siméon devait retourner à Rome, rappelé par le pape Paul Ier († 767). Ce dernier assurait, par lettre, la formation des moines à Rome au lieu de Rouen,. 

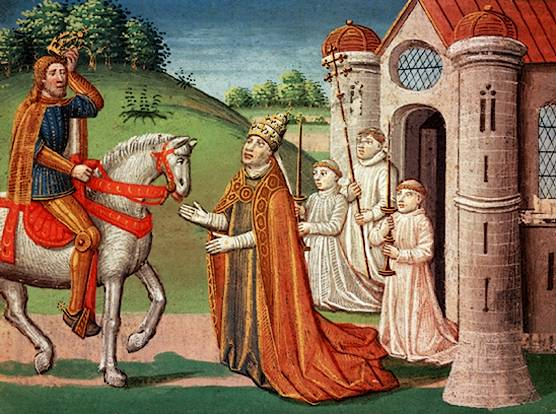
À partir de 787, l'enseignement du chant ecclésiastique était assuré à Metz, grâce à une collaboration entre deux souverains (Charlemagne et Adrien Ier, édition d'Antoine Vérard (1493)).

Comme Charlemagne avait vivement exprimé, en 787, son soutien inhabituel pour le chant vieux-romain (et donc le Saint-Siège), le pape Adrien Ier décida d'envoyer deux chantres romains en Gaule. Il s'agissait de Theodorum et de Benedictum (Théodore et Benoît). Les documents renseignent plusieurs histoires différentes et très variées, et il est difficile à déterminer. On écrivait que Charles le Grand gardait ces chantres mais enfin fit placer l'un des deux à Metz, à la suite de la demande de son évêque Enguerrand. Il est autrement possible que le souverain ait distribué ces deux personnages à Metz en faveur de l'Austrasie ainsi qu'à Soissons pour la Neustrie,. Quelle que soit la distribution, un chantre romain enseignait, en permanence, à Metz. La dynastie n'avait donc plus besoin d'envoyer ses musiciens à Rome tandis que l'enseignement du chant connaissait plus d'efficacité. Metz devint une véritable citadelle du rite romain.
Finalement, la création d'une école à Metz fut ordonnée, en 805 par Charlemagne, avec un capitulaire déclaré à Thionville. Dorénavant, tous les maîtres de chapelle du royaume devaient y apprendre le chant romain ecclésiastique : « Ut cantus discatur et secundum ordinem et morem Romanæ Ecclesiæ fiat ; et ut cantores de Metis revertantur. ». Ce que l'on y enseignait, au début de ce siècle, était, soit encore le chant vieux-romain duquel Charlemagne restait défenseur.

### Naissance du chant messin avant 800
L'origine du chant messin n'était pas un motif paisible. Lors d'une deuxième visite à Rome en 787, Charlemagne y amenait sa chapelle royale, à savoir équipe de chantres directement réservés au roi. Et à la fête de Pâques, une violente querelle fut provoquée à la ville éternelle, entre les exécutants romains et ceux de Francs.
En effet, les chantres francs considéraient que leur chant gallican possédait une qualité supérieure. D'où, la résistance des chantres gallicans était vraiment forte. Les chantres romains accusaient l'intention des Gaulois, qui voulaient dénaturaliser le chant ecclésiastique romain issu de saint Grégoire,, et même traitaient les Francs comme ignorants ou barbares. Ils pensaient aussi qu'étaient contestées l'autorité et la tradition du Saint-Siège. Leur dispute était si grave que Charlemagne dut intervenir. En dépit de la volonté des chantres gallicans, le souverain conclut : « Ditez-moi, quel est le plus pur de la source vive ou des ruisseaux qui, en étant sortis, coulent au loin ? Retournez donc à la source de saint Grégoire, car il est manifeste que vous avez corrompu le chant ecclésiastique. » Le jugement de Charlemagne canalisa une voie vers l'origine attribuée à saint Grégoire.
Théoriquement, la célébration pascale auprès du Saint-Siège demeure la liturgie la plus solennelle de l'Église. Pourtant, en 787 la musicalité du chant vieux-romain restait moins suffisante de sorte que les chantres carolingiens soient convaincus. 
Ainsi, faute de notation, restait-t-il vraiment difficile de déterminer la date exacte de naissance du chant romain messin. À la fin d'un psautier gallican se trouve un prototype des huit modes en grec (à savoir octoéchos), dit tonaire de Saint-Riquier. Grâce aux litanies et aux prières en faveur de Charlemagne, ce document est correctement daté avant le couronnement du souverain à Rome en 800. De plus, ni le chant vieux-romain ni le chant gallican n'employait ces modes développés et compliqués mais ces derniers choisissaient normalement un simple mode. 
D'où, on peut considérer que le chant messin, devenu grégorien, fut établi à Metz, à la base du vieux-romain, mais désormais sur un autre chemin. Une fois la notation inventée, la différence entre les deux chants répartissant la même source était évidente. 
Il ne faut pas oublier un autre centre important. L'abbaye de Gorze près de Metz, fondée par Chrodegang en 749, aussi contribua à développer le chant ecclésiastique. Le monastère fonctionnait en effet comme foyer majeur du chant messin.

### Fonction importante de Chrodegang et d'Amalaire

#### Chrodegang

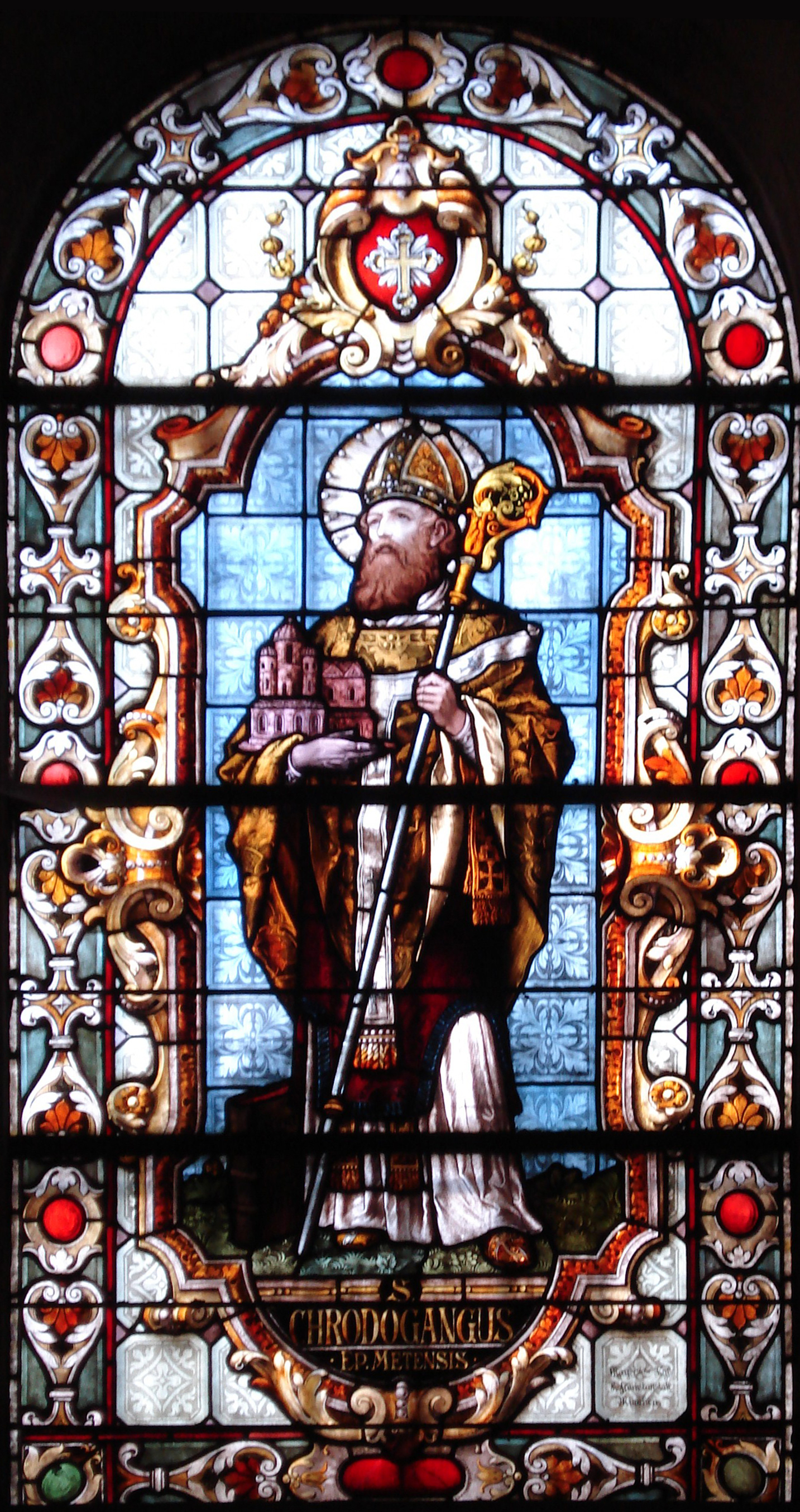
Vitrail de saint Chrodegang dans l'abbatiale Sainte-Glossinde à Metz.

En 753, l'évêque de Metz Chrodegang fut chargé par le roi Pépin le Bref, en qualité d'ambassadeur, de présenter l'intention favorable pour le pape Étienne II. Le souverain considérait qu'il était capable d'effectuer cette mission délicate en raison de sa sagesse et de son dévouement. Saint Chrodegang arriva à Rome, et accomplit sa mission en amenant le pape en Gaule,. Le séjour pour son ambassade à Rome était tellement impressionnant que l'évêque de Metz n'hésita pas à adopter le rite romain en faveur de son diocèse. Afin d'unir l'église de Metz et le Saint-Siège, il établit la vie commune selon les règles de Rome, dans le clergé de sa cathédrale. Plus précisément, vers 755, l'évêque rédigea la Regula canonicorum en 34 chapitres. En outre, il y introduisit le chant vieux-romain et l'ordre des offices romains. Aussi le diocèse de Metz devint-il l'un des premiers qui pratiquaient le rite romain, sous ce plus grand animateur de la liturgie romaine dans le royaume. Toujours en fonction à Metz, mais l'évêque Chrodegang pouvait garder le soutien d'Étienne II, qui le décora du pallium. De Rome, les copies des livres liturgiques romains étaient expédiées à son diocèse.
Décédé en 766, saint Chrodegang ne put pas voir ses œuvres parachevées ni la naissance du chant messin. Enguerrand de Metz lui succéda, en 768, sous la protection de Charlemagne et le pape Adrien Ier. C'était cet évêque de Metz qui était chargé d'avancer les affaires ecclésiastiques dans le royaume. D'où, le successeur de Chrodegang aussi conservait une immense confiance du roi et du souverain pontife, et était autorisé, lui aussi à partir de 785, de mettre le pallium.

#### Amalaire
Le royaume carolingien avait besoin non seulement des maîtres de chapelle mais également des livres liturgiques. Amalaire, demeurant à Metz en tant qu'archidiacre, était tout à fait capable de répondre à cette nécessité. Auparavant formé à l'abbaye Saint-Martin de Tours sous l'abbé Alcuin (éditeur du Sacramentarium Gregorianum Hadrianum), ce personnage s'illustrait d'une connaissance profonde de la théologie, du droit canonique ainsi que de la liturgie,. Mais surtout, Amalaire se distinguait de son goût pour le chant liturgique. C'est pourquoi on le surnommait Amalarius Symphosius ou Symphosii Amalarii,. En raison de cette qualité, celui-ci fut chargé en 815, par Louis le Pieux, de rédiger des livres liturgiques adaptés au besoin de son royaume. Un de ses ouvrages distingués était l'Antiphonarium mettense, qui était destiné à toutes les églises du royaume,. Malgré son audience avec Grégoire IV à Rome, Amalaire ne put pas obtenir l'approbation du pape en faveur de son propre antiphonaire. Puis, il s'était installé dans l'abbaye Saint-Pierre de Corbie où il étudia, à nouveau, les livres utilisés en Gaule, en comparaison d'un antiphonaire romain apporté de la ville éternelle,. L'antiphonaire directement issu d'Amalaire (entre 831 et 835) fut perdu. Toutefois, on garde son prologue. Le texte du Liber de ordine antiphonarii, apparu vers 840, était conservé. Cette œuvre, non plus, n'était pas appréciée. Notamment, Agobard de Lyon la critiquait violemment. Or, il s'agissait d'un véritable ouvrage de qualité, dans l'optique de régulariser le chant ecclésiastique au royaume carolingien. De nos jours, le Liber de ordine reste un témoin indispensable, pour les études de la naissance du chant messin.

### Postérité
Ce chant messin, réservé au royaume de Charlemagne, devint très rapidement chant liturgique universel de l'Église d'Occident, avec l'évolution du Sacramentarium Gregorianum Hadrianum. À savoir, tous les autres chants disparurent à l'exception de l'hymne ambrosienne. Certes, la centralisation de liturgie, ordonnée par le souverain, favorisait ce monopole. Or, il faut constater la qualité du chant messin, devenu grégorien. Dans ce dernier, le texte latin est clairement entendu alors qu'au regard du chant vieux-romain, « l'enchaînement des mots est flou. » À la fin de phrase du chant grégorien, la dernière note possède moins d'importance, dans les manuscrits les plus anciens, afin de préparer la phrase suivante (ainsi que l'élan mélodique). 
L'école de Metz, si florissante, se maintint pendant plusieurs siècles, avec sa réputation. On y compte Aldric du Mans († 856), parmi les premiers disciples. Adémar de Chabannes († 1034) mentionnait, dans sa chronique, l'existence successive du maître de l'école à Metz. En appréciant la musique liturgique, le pape Léon IX n'hésita pas à visiter Metz, après le concile de Reims (1049). Toujours fidèle, le diocèse de Metz respecta le rite romain entre 754 et 1779 sans interruption, en gardant le chant romain.

### Possibilité de l'origine plus ancienne du chant grégorien
En 2018, avec sa publication des études, Jean-François Goudesenne (Institut de recherche et d'histoire des textes) contesta l'origine du chant grégorien attribuée à Metz,. Encore faut-il que soit examinée cette hypothèse assez bouleversante. (il faut remarquer qu'en 1857, Vervoitte, futur maître de chœur de la Notre-Dame de Paris, mentionnait des personnels envoyés par le Saint-Siège dans les Îles Britanniques, sous le pontificat de saint Grégoire ainsi qu'au VIIe siècle).

## Caractéristique du chant messin

### Hybridation
Les musicologues analysent le phénomène de l'hybridation (terme employé par Philippe Bernard) entre le chant gallican et le chant vieux-romain pour former le chant messin. Selon Dom Daniel Saulnier, le chant nouvellement composé possédait, en principal, l'allure générale et l'architecture modale du chant vieux-romain tandis que la façon mélodique de l'ornementation était complètement différente.  
Il est évident que cette mélodie grégorienne reste, partiellement, une variation sophistiquée du chant vieux-romain. Ce que Charlemagne avait ordonné en 787 l'explique : « Retournez à la source de saint Grégoire. » Pour les compositeurs carolingiens, la liberté entière n'existait pas. En admettant que l'oreille des Carolingiens ne soit pas identique à celle de Dom Mocquereau, ce que ce dernier, ancien violoncelliste et candidat du conservatoire de Paris, écrivit expliquait pourquoi le chant vieux-romain devait disparaître, devant le chant grégorien (1891, p. 5). 
Par ailleurs, ce phénomène se trouve dans plusieurs régions. Déjà, Dom René-Jean Hesbert et le reste constataient le chant romano-bénébentain, hybridation entre le chant romain et le chant bénébentain. Le phénomène apparaissait également en Aquitaine. Les chercheurs identifièrent l'origine du chant Libera me Domine de morte æterna du requiem avec l'hybridation dans cette région, entre l'office des morts romain ainsi que des répons gallicans, respectivement issu du livre de Job et issu du livre des Lamentations.
D'où, il semble que Jean-François Goudesenne ait développé son hypothèse, présentée en 2018, proposant plusieurs origines variées du chant grégorien.

## Répertoire

### Difficulté
Faute de notation, on rencontre la même difficulté concernant le répertoire du chant messin au IXe siècle. 
En dépit de cette difficulté, Dom René-Jean Hesbert publia en 1934 son Antiphonale missarum sextuplex.
Un manuscrit conservé à la bibliothèque municipale de Metz, manuscrit 351, est un témoin important de plusieurs documents copiés entre IXe et Xe siècles. Au regard du texte, ce document demeure utile à rétablir le répertoire,.

### Deux réformes cisterciennes et chant messin
S'il ne reste guère de manuscrits anciens à Metz, il y avait un témoignage concrète au Moyen Âge, plus précisément un ou plusieurs manuscrits du Xe siècle assez vraisemblablement (où du XIe siècle). En effet, auprès de l'ordre de Cîteaux, il existait une édition remaniée selon des manuscrits anciens à Metz. Depuis 1955 environ, un exemplaire en deux tomes se conserve à l'abbaye Notre-Dame du Sacré-Cœur de Westmalle en Belgique. Il s'agit des antiphonaires de Westmalle WA I et WB I desquels les fac-similés sont disponibles depuis 2011.

Vers 1147, saint Bernard de Clairvaux mentionnait, dans sa lettre, cette rédaction : 

« Aussi envoyèrent-ils à Metz, dont l'antiphonier passer pour grégorien, des gens chargés de leur en leur en faire et rapporter une copie. Mais ces envoyés trouvèrent que les choses étaient bien loin d'être ce qu'on leur avait dit. L'antiphonier examiné avec soin ne leur plus point, le chant et les paroles en étaient remplis en fautes ; il était d'ailleurs on ne plus mal composé et ne valait absolument rien presque sous aucun rapport. »

## Évolution de l'identification de l'origine du chant grégorien, chant messin

### Au Moyen Âge, toujours attribué à saint Grégoire
Évolué[Quoi ?] en tant que chant grégorien, mais l'usage de la dénomination cantilena metensis (chant messin) restait en Gaule,.

### Vers l'origine du chant messin authentique
Mais la Renaissance évoluait la consultation scientifique selon les manuscrits. En 1571, Jacques de Pamele identifia, avec sa publication de la Liturgicon Ecclesiæ Latinæ, que les sacramentaires attribués à saint Grégoire le Grand ne sont autres que des manuscrits tardifs, à partir de la fin de VIIIe siècle. 
Si le chant grégorien subissait, après la Renaissance, un déclin considérable en tant que plain-chant, quelques religieux cherchaient son origine authentique. Surtout Léonard Poisson savait exactement :

« Pour procurer un tel bien, & éviter les défauts dont nous venons de parler, il faut consulter ce qu'il y a par-tout de meilleurs Chants, sur-tout les Anciens. Mais quels Anciens, & où les trouver ? Car des Anciens les plus connus, il n'y a plus guère parmi nous que le Romain avant sa reforme, & le Gallican. Il serait avantageux sans doute d'avoir dans leur pureté les Chants anciens jusqu'au dé-là du temps de S. Grégoire le Grand : mais où trouver le Chant de ces siècles reculés dans sa pureté, & comment le reconnaître, depuis le mélange qu'y ont introduit les Italiens & les Gaulois, les uns & les autres ayant confondus l'Italien & le Gallican dès le 9, 10 & 11 siècle, comme l'a si judicieusement remarqué M. Le Beuf dans son Traité Historique du Chant d'Église ? On ne peut donc se mieux fixer pour les Anciens qu'à ce du siècle de Charlemagne & des deux siècles suivants. C'est dans ce qui nous reste des ouvrages de ce temps, qu'on trouve les vraies principes du Chant Grégorien. Il faut les étudier & se remplir de leurs mélodies ; car ces premiers Maîtres tenaient leur Chant des Romains, ... »

— Traité théorique et pratique du plain-chant, appelé Grégorien, p. 8 (1750)
Puis, le 3 mai 1859, Paul-Georges-Marie Dupont des Loges en fonction de l'évêque de Metz fit dénoncer la restauration de la liturgie romaine dans son diocèse, par mandement qui documentait avec soin et précision l'origine du chant messin.

### Encore un long chemin auXXesiècle
L'origine du chant grégorien en Gaule était entièrement oubliée, lorsque l'abbaye Saint-Pierre de Solesmes commença à restaurer le chant grégorien. Ainsi, l'abbé Dom Paul Delatte écrivit en 1901 au pape Léon XIII : « Le Premier volume publié [en 1889] fut un Antiphonale Missarum de la Bibliothèque de cette abbaye de Saint-Gall qui reçut directement de Rome, vers 790, le chant romain. »
En 1950, lors du premier Congres international de musique sacrée à Rome, Bruno Stäblein, musicologue allemand, proposa une identification des manuscrits anciens, découverts aux archives du Vatican en 1890 par Dom André Mocquereau. Pour la première fois, il donna une explication raisonnable : ces deux lignes différentes pour le même rite romain peuvent être expliquées par l'ancienneté du chant nouvellement découvert. À savoir, à la ville éternelle, il existait deux types du chant romain, ancien et nouveau. Le chant grégorien fut composé, selon lui, plus tardivement tandis que l'autre avait été créé auparavant. Afin de distinguer ces deux chants romains, il révéla la dénomination chant vieux-romain. Pourtant, il attribuait encore l'origine de tous ces deux chants à Rome.   
Cette proposition ouvrit une vaste discussion pour l'origine du dit chant grégorien, avec toutes les possibilités. Stäblein, quant à lui, attribuait toujours son origine à Rome, même en 1972, et non aux royaumes francs. L'éditeur du Grove Dictionary of Music and Musicians ne put pas, en 1980 encore, donner sa conclusion pour sa nouvelle édition. Il se contentait de présenter ces avis variés de spécialistes, en 5 pages (p. 693 - 697).     
Mais après cette date, il devint de plus en plus évident qu'à la suite des études approfondies du Sacramentarium Gregorianum Hadrianum, des lectionnaires romains et de l'antiphonaire romain, il existait, à partir de la fin du VIIIe siècle, l'émigration des livres liturgiques du rite romain, de Rome vers le nord de la Gaule. Pareillement fut scientifiquement établi le phénomène d'hybridation entre le chant vieux-romain et le chant gallican. L'origine en Gaule devint indiscutable.
Il est normal que la dénomination grégorien ne soit plus convenable pour cette origine confirmée. Aussi le terme chant messin, déjà employé par Peter Josef Wagner en 1904, est-il plus fréquemment en usage.

## Notation musicale
La région[Laquelle ?] donna naissance, dans la deuxième moitié du IXe siècle, à l'un des premiers pas des neumes, issus de l'écriture littéraire. Le témoin le plus ancien des neumes grégoriens, si primitif, se conserve à la bibliothèque municipale de Valenciennes (manuscrit 148, folios 71v et 72r). La notation messine s'illustrait de sa qualité, notamment de sa capacité d'indication rythmique, jusqu'à ce que la notation carrée achève définitivement une uniformité au XVe siècle,. Le manuscrit Laon 239 (Xe siècle) demeure l'un des meilleurs manuscrits du chant grégorien authentique, même de nos jours,.